# Антонівка (Озерський міський округ)
Антонівка (рос. Антоновка) — селище Озерського міського округу, Калінінградської області Росії. Входить до складу Красноярського сільського поселення.
Населення —  32 особи (2015 рік). 

## Населення
| 2002 | 2010 |
| ---- | ---- |
| 59   | ↘32  |